# Walter Nosiglia
Walter Nosiglia, né le 4 janvier 1962, est un pilote bolivien de rallye-raid, en quad.

## Palmarès

### Résultats au Rallye Dakar
| Année | Categorie | Marque | Position | Victoires d'etapes |
| ----- | --------- | ------ | -------- | ------------------ |
| 2014  | Quad      |        | Abd      |                    |
| 2015  | Quad      |        | 3e       |                    |
| 2016  | Quad      |        | 6e       |                    |
| 2017  | Quad      |        | abd      | 2                  |